# شينجي ياماموتو
شينجي ياماموتو (17 سبتمبر 1953 - ) (بالكانا:やまもと しんじ) هو لاعب كرة يد اليابان. شارك في الألعاب الأولمبية الصيفية 1984.

## وصلات خارجية
- شينجي ياماموتو على موقع أوليمبيديا (الإنجليزية)